# موست دارينج
موست دارينج (بالإنجليزية: Most Daring)‏ (بالعربية: الأكثر جرأة) هو مسلسل واقع أمريكي عرض لأول مرة عام 2007. حلقات «موست دارينج» المثيرة عن أحداث مستوحاة من الواقع المليء بالإثارة والتشويق، وعن الأشخاص الذين يضحون بأنفسهم من أجل انقاذ الآخرين.

## العرض الدولي
| البلد                    | شبكة          | سلسلة بريمر | الجدول الاسبوعي               | الحالة    |
| ------------------------ | ------------- | ----------- | ----------------------------- | --------- |
| أستراليا                 | فوكس8         | غير معروف   | أيام الأسبوع الساعة 2:30 مساءً | يبث حاليا |
| بلجيكا                   | 2BE           | غير معروف   | الاثنين الساعة 20:00 مساءً     | يبث حاليا |
| النرويج                  | Viasat 4      | غير معروف   | الجمعة الساعة 8:35 مساءً       | يبث حاليا |
| الإمارات العربية المتحدة | إم‌ بي ‌سي أكشن | غير معروف   | الخميس                        | 16:00     |
| المملكة المتحدة          | Virgin 1      | غير معروف   | TBA                           | متنوع     |

## روابط خارجية
- موست دارينج على موقع IMDb (الإنجليزية)
- موست دارينج على موقع ميتاكريتيك (الإنجليزية)
- موست دارينج على موقع روتن توميتوز (الإنجليزية)
- موست دارينج على موقع قاعدة بيانات الفيلم (الإنجليزية)